# Andamento
Na música, o andamento ou movimento, é a velocidade em que um compasso deve ser executado. O italiano é o idioma tradicionalmente utilizado na música ocidental para indicar a velocidade (alguns compositores escrevem em sua língua materna), andamento se traduz como tempo rítmico musical, frequentemente usado como uma marca em partituras.
Todas as músicas possuem uma velocidade - que normalmente é indicada no início da composição, e algumas vezes no decurso desta - que é medida em BPM (batidas por minuto), normalmente comparada com passos de uma pessoa caminhando e, que conta quantos passos são dados em 1 minuto. O BPM e o andamento podem ser medidas com auxílio do aparelho metrônomo, um relógio especialmente construído para definir uma pulsação constante. Os valores associados a cada andamento são apenas de referência.

## Tempos musicais
Os tempos musicais e seus respectivos BPM:
| Andamento             | BPM         | Definição                                                                                     |
| Gravissimo            | 19 ou menos | extremamente lento                                                                            |
| Grave                 | 20-40       | lento e solene                                                                                |
| Larghissimo           | 40-45       | lentamente                                                                                    |
| Largo                 | 45-50       | amplamente                                                                                    |
| Larghetto             | 50-55       | mais amplo que o largo                                                                        |
| Adagio                | 55-65       | suave, vagaroso e imponente (caminhando e contemplando a natureza)                            |
| Adagietto             | 65-69       | vagaroso, pouco mais rápido que o adagio                                                      |
| Andantino             | 78-83       | pouco mais lento que o andante                                                                |
| Marcia Moderato       | 83-85       | moderado, à maneira de uma marcha                                                             |
| Andante               | 75-107      | andar em ritmo agradável e compassado (caminhando um pouco mais rápido, porém ainda suave)    |
| Andante Moderato      | 90-100      | entre o andante e o moderato                                                                  |
| Moderato              | 108-112     | moderado (nem rápido, nem lento)                                                              |
| Allegro Moderato      | 112-115     | moderadamente rápido                                                                          |
| Allegro ma non troppo | 116-119     | não tão ligeiro como o allegro; também chamado de allegretto                                  |
| Allegro               | 120-139     | ligeiro e alegre (mais acelerado, utilizado na ginástica para motivar a velocidade de treino) |
| Vivace                | 140-159     | rápido e vivo (semelhante à velocidade de um cooper)                                          |
| Vivacissimo           | 160-169     | mais rápido e vivo que o vivace; também chamado de molto vivace                               |
| Alegricissimo         | 168-177     | rápido e animado                                                                              |
| Presto                | 180-200     | extremamente rápido (semelhante à velocidade de corrida)                                      |
| Prestissimo           | 200 ou mais | muito rapidamente, com toda a velocidade e presteza                                           |

## Termos de andamento no Brasil
Com o tempo, foi-se deixando de lado a ideia tradicional da escrita musical, e, com isso, muitos termos musicais começaram a receber interpretações em outros idiomas, e termos que eram usados tradicionalmente em italiano foram ficando muito populares em outras línguas, como o termo slide, que tradicionalmente é descrito por "glissando". No Brasil, os andamentos também receberam descrições similares aos do italiano.

### Andamento
Devagar; Tristonho; Dolente; Molengamente; Dengoso; Sentido; Saudoso; Sem Pressa; Depressa; Rápido; Gingando, e; Saltitante.

### Expressão
Afetuoso; Com Alma/Com Disposição; Com Entusiasmo; Com Finura; Jocoso; Resolvido; Brincando; Tranquilo; Mantendo, e; Melancólico.

### Dinâmica
Muito; Muitissímo; Mas Não Muito; Mas Não Tanto; Menos Que; Com Movimento; Movimentado; Pouco; Pouco a Pouco, e; Quase.

## Termos em outras línguas
| Francês            | Alemão       | Equivalência em italiano |
| Grave              | Schwer       | Grave                    |
| -                  | Sehr breit   | Larghissimo              |
| Large              | Breit        | Largo                    |
| Assez large        | -            | Larghetto                |
| -                  | Langsam      | Lento                    |
| Lent               | Ruhig        | Adagio                   |
| Assez lent         | -            | Adagietto                |
| Allant             | Gehend       | Andante                  |
| Assez allant       | -            | Andantino                |
| Modéré             | Gemäßigt     | Moderato                 |
| Assez vite         | -            | Allegretto               |
| Vite               | Lustig       | Allegro                  |
| Vif                | Lebhaft      | Vivace                   |
| Très vif           | Sehr lebhaft | Vivacissimo              |
| Rapide             | Schnell      | Presto                   |
| Extrêmement rapide | Sehr schnell | Prestissimo              |